# محمد بوسعید (بازیکن فوتبال)
محمد بوسعید (انگلیسی: Mohamed Boussaïd؛ زادهٔ ۲۲ آوریل ۱۹۹۱) بازیکن فوتبال اهل الجزایر است.